# Wolwelange
Wolwelange (lb. Wolwen, niem.  Wolwelingen) – wieś (Uertschaft) w zachodnim Luksemburgu, w kantonie Redange, w gminie Rambrouch. Do 3 października 2015 miejscowość leżała w dystrykcie Diekirch, a do 26 lipca 1978 należała do gminy Perlé. Liczy 505 mieszkańców (31 grudnia 2022). 